# Leptopterigynandrum tenellum
Leptopterigynandrum tenellum är en bladmossart som beskrevs av Brotherus 1929. Leptopterigynandrum tenellum ingår i släktet Leptopterigynandrum och familjen Thuidiaceae. Inga underarter finns listade i Catalogue of Life.